# Andělské oči
Andělské oči je česká komedie z roku 1994; jde o filmové zpracování novely Bohumila Hrabala Bambini di Praga, režírované Dušanem Kleinem. Hlavní role ztvárnili Josef Abrhám, Pavel Zedníček, Viktor Preiss, Pavel Kříž, Zlata Adamovská a Markéta Hrubešová.

## Synopse
Bizarní příběh se odvíjí v létě roku 1947, v čase blížícího se znárodňování a likvidace živností; vypjaté dobové atmosféry využije parta falešných pojišťováků a začne ustrašenému podnikatelstvu nabízet „Oporu ve stáří“ – vylhanou ochranu pojištěnců před neodvratným společenským úpadkem. Čtyřčlenný gang, parádně se bavící na účet důvěřivé zaslepenosti svých klientů, nakonec nedokáže zabránit vlastnímu neveselému konci.

## Obsazení
| Josef Abrhám        | Dirigent             |
| Pavel Kříž          | Bucifal              |
| Viktor Preiss       | Viktor               |
| Pavel Zedníček      | Uhde                 |
| Zlata Adamovská     | Nadja                |
| Markéta Hrubešová   | Uršula               |
| Miloš Kopecký       | Krause               |
| Jiří Lábus          | holič                |
| Marián Labuda       | řezník               |
| Gabriela Wilhelmová | řeznice              |
| Václav Postránecký  | drogista Pivoňka     |
| Naďa Konvalinková   | drogistová Pivoňková |
| Karolína Kaiserová  | Růženka              |
| Stanislav Zindulka  | Bloudek              |
| Jana Altmannová     | Hroudová             |
| Tereza Loučímová    | slepá dívka          |
| Karel Augusta       | velebný pán          |
| Ladislav Gerendáš   | Cuc                  |
| Martin Faltýn       | lékárník             |
| Milan Slabihoud     | živnostník           |
| Vítězslav Jirsák    | velitel hasičů       |
| Viktor Nejedlý      | metař                |
| Otto Rošetzký       | klaun                |

## Tvůrci a štáb
- Režie: Dušan Klein
- Předloha: Bohumil Hrabal (novela Bambini di Praga, povídková sbírka Perličky na dně a povídková sbírka Pábitelé)
- Scénář Václav Nývlt, Dušan Klein
- Kamera: Josef Vaniš
- Vedoucí produkce: Oldřich Mach
- Hudba: Petr Hapka
- Architekti: Jaromír Švarc, Štěpán Exner
- Návrhy kostýmů: Dagmar Březinová
- Mistr zvuku: Václav Vondráček
- Střih: Jiří Brožek
- Umělecký maskér: Jiří Farkaš

## Návštěvnost a tržby
- V premiérovém měsíci lednu 1994 vidělo film v českých kinech v rámci 593 představení celkem 111 820 diváků a stal se tak nejúspěšnější premiérou měsíce ledna. Celkové tržby za leden 1994 činily 3 087 337 Kč.[2]
- Od své premiéry v lednu 1994 až do 31. prosince 1994 vidělo film v českých kinech v rámci 3 373 představení celkem 287 931 diváků, čímž se stal pátým nejnavštěvovanějším filmem roku 1994. Celkové tržby za rok 1994 dosáhly 7 281 418 Kč.[3]
- Od své premiéry v lednu 1994 až do 31. prosince 1995 vidělo film v českých kinech v rámci 3 389 představení celkem 288 762 diváků.[4]